# Itamar Fernandes Dantas
Itamar Fernandes Dantas (São João do Rio do Peixe, 1947 — Grajaú, 17 de janeiro de 2001) foi um artista plástico brasileiro.

## História
Possuía uma doença degenerativa, conhecida como distrofia muscular progressiva. Em 1966 foi para a cidade de Grajaú, no Maranhão, tentar tratamento, e a partir de então passou a residir nesta cidade. E foi ali que produziu todas suas obras.
Sua lista de obras inclui desde quadros até artesanato que, devido à grande variedade cultural e influenciada pela cultura indígena, possuía grande valor cultural. Algumas de suas obras podem ser encontradas na Biblioteca Municipal de São Luís, em sua residência em Grajaú, e na catedral da cidade de Grajaú.
Possui uma lista extensa de trabalhos, utilizando diversas técnicas, como nanquim, aquarela, pastel e pintura a óleo, entre outras.
Além do compromisso com sua família, também buscava, num âmbito social, alcançar realizações que influenciassem a sociedade. Promoveu por cerca de três anos um trabalho social que tinha como objetivo profissionalizar mulheres carentes na confecção de artigos para casa, pintados ou bordados.
Foi patrono da Academia Grajauense de Letras, ocupando a cadeira de número 21.